# Oncolito

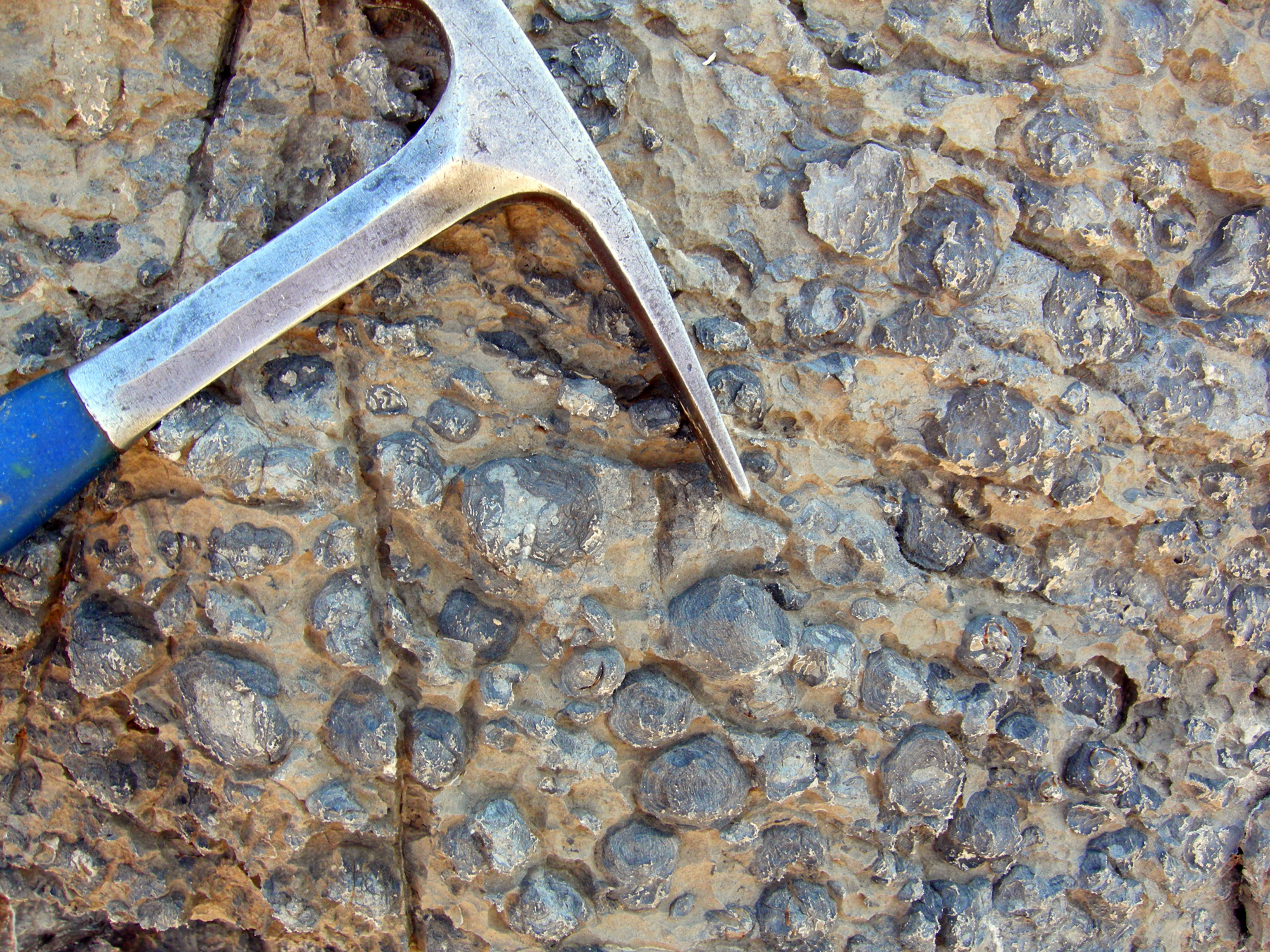
Roca compuesta principalmente por oncolitos (caliza oncolítica del Devónico).

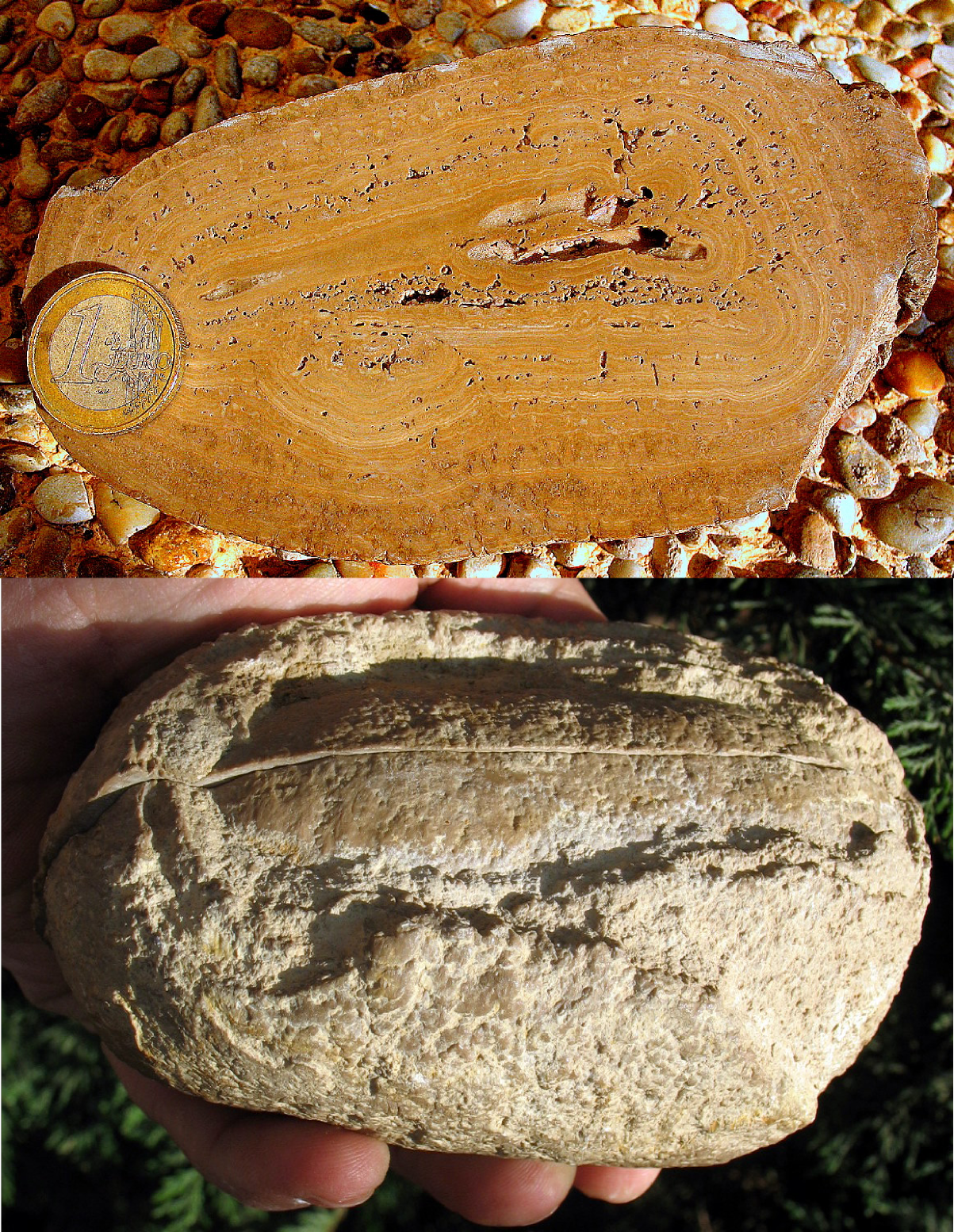
Sección y ejemplar de oncolito «gigante» (13 cm) de ambiente continental (Mioceno inferior).

Los oncolitos (del griego onkos, nódulo o tumor y λίθος lithos, piedra) son microbialitos con estructuras sedimentarias esféricas u ovoides de origen orgánico, formadas por capas concéntricas de carbonato cálcico. La formación de los oncolitos es muy similar a la de los estromatolitos, pero desarrollados sobre una base no fijada al sustrato. La estructura se forma a menudo a partir de un núcleo, que puede ser una partícula sedimentaria o un fragmento de concha, sobre el que se establece un tapete microbiano de cianobacterias que inducen la precipitación y fijación del carbonato.
Los oncolitos pueden producirse en ambientes marinos, donde son indicadores de aguas cálidas en la zona fótica, o en ambientes continentales, en zonas con aguas muy carbonatadas. Normalmente son de pequeño tamaño, de 2 a 3 cm de diámetro, pero ocasionalmente pueden alcanzar dimensiones decimétricas.